# Garrett Brown
Garrett Brown (Long Branch, 6 aprile 1942) è un inventore e operatore di ripresa statunitense, noto principalmente per essere stato l'inventore della Steadicam.

## Biografia
La sua invenzione permise ai cameraman di effettuare delle riprese in movimento, ad esempio camminando o correndo, evitando di fatto i classici scossoni nel risultato delle riprese. Tra i primi e più famosi utilizzi della Steadicam ricordiamo le scene dell'allenamento di Rocky e le scene in movimento di Shining. Garrett Brown inventò anche numerosi altri supporti per cineprese mobili, basati principalmente sulla stabilizzazione dell'immagine, come ad esempio la SkyCam, la FlyCam e la GoCam.